# Adam Ennafati
Adam Ennafati (en arabe : آدم النفاتي), né le 29 juin 1994 à Rabat, est un footballeur international marocain évoluant au poste d'attaquant au Raja Club Athletic.

## Biographie

### En club
Adam Ennafati est formé à l'Académie Mohammed VI, au Maroc. En 2012, il rejoint le Lille OSC et devient le premier académicien à s'engager avec un club européen. Il ne joue qu'avec l'équipe réserve ne réussissant pas à s'imposer en équipe première. Il retourne dans son pays natal, et rejoint le Fath Union Sports en 2014.
Le 27 juillet 2019, il signe un contrat de trois ans au Mouloudia Club d'Oujda.
Le 14 mai 2022, il remporte la Coupe du Maroc après une victoire de 3-0 au Stade Adrar d'Agadir face au Moghreb de Tetouan.
Le 17 juillet 2023, il signe un contrat de deux ans au Raja Club Athletic. Le 6 novembre, il inscrit un doublé en championnat contre son ancien club, le Fath US (2-0) et porte la somme de ses buts à trois en six matchs.
Le 15 juillet 2023 au Complexe sportif Moulay-Abdallah, le Raja dispute la finale de la Coupe du trône face à la RS Berkane, qui remporte ce match en prolongations après l'expulsion précoce de Marouane Hadhoudi et un pénalty annulé par la VAR (1-0),.
La saison 2023-2024 voit le Raja réaliser un exploit historique en remportant le doublé coupe-championnat sans aucune défaite. Les Verts ont pourchassé l'AS FAR depuis le début de la saison jusqu'à la 29e journée quand Adam Ennafati marque le coup franc décisif à la dernière minute contre le Wydad et les propulse à la tête du classement. Le 14 juin 2024, le club s'assure le titre en s'imposant face au Mouloudia d'Oujda (0-3) et bat également le record des points avec 72 unités. Le 1er juillet, le Raja enchaîne avec une quatorzième victoire de suite en battant l'AS FAR encore une fois en finale de la Coupe du trône pour s'assurer le troisième doublé de son histoire.    

### En sélection
Le 3 mai 2014, il reçoit sa première et unique sélection en équipe A du Maroc A sous Badou Zaki. Il entre en jeu lors d'un match amical face au Gabon (match nul, 1-1).
En 2015, Adam Ennafati participe au Festival international espoirs – Tournoi Maurice-Revello avec le Maroc, qui se déroule en Provence-Alpes-Côte d'Azur. Le Maroc s’incline en finale du Tournoi contre la France sur le score de 3-1.
Mi-janvier 2021, il figure sur la liste définitive de l'équipe du Maroc A' pour prendre part au championnat d'Afrique, sous les commandes de l'entraîneur Houcine Ammouta. Titulaire indiscutable lors du tournoi, il se blesse en quarts de finales contre l'équipe de Zambie A' et sort sur brancard à la 32e minute. Il est remplacé par Zakaria Hadraf. Il finit par remporter la compétition internationale après une victoire de ses coéquipiers face à l'équipe du Mali A' sur une victoire de 2-0.

## Statistiques

### Statistiques détaillées
| Saison                | Club                  | Championnat           | Championnat | Championnat | Championnat | Coupe(s) nationale(s) | Coupe(s) nationale(s) | Coupe(s) nationale(s) | Compétition(s) continentale(s) | Compétition(s) continentale(s) | Compétition(s) continentale(s) | Compétition(s) continentale(s) | Maroc | Maroc | Maroc | Total | Total | Total |
| Saison                | Club                  | Division              | M.          | B.          | P.d.        | M.                    | B.                    | P.d.                  | Comp.                          | M.                             | B.                             | P.d.                           | M.    | B.    | P.d.  | M.    | B.    | P.d.  |
| 2012-2013             | LOSC Lille            | Ligue 1               | -           | -           | -           | -                     | -                     | -                     | -                              | -                              | -                              | -                              | -     | -     | -     | 0     | 0     | 0     |
| 2013-2014             | LOSC Lille            | Ligue 1               | -           | -           | -           | -                     | -                     | -                     | -                              | -                              | -                              | -                              | 1     | 0     | 0     | 1     | 0     | 0     |
| Sous-total            | Sous-total            | Sous-total            | -           | -           | -           | -                     | -                     | -                     | -                              | -                              | -                              | -                              | 1     | 0     | 0     | 1     | 0     | 0     |
| 2014-2015             | Fath Union Sport      | Botola Pro            | 21          | 3           | 1           | -                     | -                     | -                     | C3                             | -                              | -                              | -                              | -     | -     | -     | 21    | 3     | 1     |
| 2015-2016             | Fath Union Sport      | Botola Pro            | 14          | 2           | 0           | -                     | -                     | -                     | C3                             | -                              | -                              | -                              | -     | -     | -     | 14    | 2     | 0     |
| 2016-2017             | Fath Union Sport      | Botola Pro            | 4           | 0           | 0           | -                     | -                     | -                     | C1                             | -                              | -                              | -                              | -     | -     | -     | 4     | 0     | 0     |
| Sous-total            | Sous-total            | Sous-total            | 39          | 5           | 1           | -                     | -                     | -                     | -                              | -                              | -                              | -                              | -     | -     | -     | 39    | 5     | 1     |
| Total sur la carrière | Total sur la carrière | Total sur la carrière | 39          | 5           | 1           | -                     | -                     | -                     | -                              | -                              | -                              | -                              | 1     | 0     | 0     | 40    | 5     | 1     |

### Statistiques en sélection
| Matches internationaux d'Adam Ennafati | Matches internationaux d'Adam Ennafati | Matches internationaux d'Adam Ennafati     | Matches internationaux d'Adam Ennafati | Matches internationaux d'Adam Ennafati | Matches internationaux d'Adam Ennafati | Matches internationaux d'Adam Ennafati | Matches internationaux d'Adam Ennafati |
| 0                                      | Date                                   | Lieu                                       | Adversaire                             | Score                                  | Résultats                              | Compétitions                           |                                        |
| -------------------------------------- | -------------------------------------- | ------------------------------------------ | -------------------------------------- | -------------------------------------- | -------------------------------------- | -------------------------------------- | -------------------------------------- |
| 1                                      | 5 mars 2014                            | Grand stade de Marrakech, Marrakech, Maroc | Gabon                                  | —                                      | 1-1                                    | Match amical                           |                                        |

## Palmarès

### En club
FUS de Rabat
- Championnat du Maroc (1)
  - Champion : 2016
- Coupe du Trône (1)
  - Vainqueur : 2014.
  - Finaliste : 2015.

 AS FAR
- Championnat du Maroc (1)
  - Champion : 2022-23
- Coupe du Trône (1)
  - Vainqueur : 2022

 Raja CA
- Championnat du Maroc (1)
  - Champion : 2023-24
- Coupe du Trône (1)
  - Vainqueur : 2024

### En sélection
Maroc A'
- Championnat d'Afrique des nations (CHAN) (1)
  - Vainqueur : 2021

 Équipe du Maroc junior
- Jeux méditerranéens :
  -  Médaille d'or en 2013
- Jeux de la solidarité islamique  :
  -  Médaille d'or en 2013
- Jeux de la Francophonie :
  -  Finaliste en 2013
- Tournoi de Toulon :
  - Finaliste en 2015